# Zdeněk Rippel
Zdeněk Rippel (30. ledna 1945 – 6. dubna 2000) byl český hokejový obránce.

## Hokejová kariéra
V československé lize hrál za CHZ Litvínov. Odehrál 6 ligových sezón, nastoupil ve 151 ligových utkáních a dal 20 ligových gólů. V nižších soutěžích hrál za TJ Slovan Ústí nad Labem, TJ Slovan Louny a VTJ Dukla Litoměřice.

## Klubové statistiky
| Sezona    | Klub                     | Soutěž  | Základní část | Základní část | Základní část | Základní část | Základní část |
| Sezona    | Klub                     | Soutěž  | Z             | G             | A             | B             | TM            |
| --------- | ------------------------ | ------- | ------------- | ------------- | ------------- | ------------- | ------------- |
| 1964/1965 | CHZ Litvínov             | 1. liga | 1             | 0             | -             | -             | -             |
| 1965/1966 | VTJ Dukla Litoměřice     | 2. liga | -             | -             | -             | -             | -             |
| 1966/1967 | VTJ Dukla Litoměřice     | 2. liga | -             | -             | -             | -             | -             |
| 1967/1968 | CHZ Litvínov             | 1. liga | 31            | 11            | 4             | 15            | -             |
| 1968/1969 | CHZ Litvínov             | 1. liga | 29            | 2             | 2             | 4             | -             |
| 1969/1970 | CHZ Litvínov             | 1. liga | 28            | 2             | 3             | 5             | -             |
| 1970/1971 | CHZ Litvínov             | 1. liga | 33            | 5             | 4             | 9             | -             |
| 1971/1972 | CHZ Litvínov             | 1. liga | 29            | 0             | 3             | 3             | -             |
| 1972/1973 | TJ Slovan Ústí nad Labem | 2. liga | -             | -             | -             | -             | -             |
| 1973/1974 | TJ Slovan Ústí nad Labem | 2. liga | -             | -             | -             | -             | -             |
| 1974/1975 | TJ Slovan Ústí nad Labem | 2. liga | -             | -             | -             | -             | -             |
| 1975/1976 | TJ Slovan Louny          | 3. liga | -             | -             | -             | -             | -             |
| 1976/1977 | TJ Slovan Louny          | 3. liga | -             | -             | -             | -             | -             |